# Igor Nikulin
Igor Jurijewicz Nikulin (ros. Игорь Юрьевич Никулин; ur. 14 sierpnia 1960 w Moskwie, zm. 7 listopada 2021) – rosyjski lekkoatleta specjalizujący się w rzucie młotem, który początkowo reprezentował Związek Radziecki.
W 1992 startował w igrzyskach olimpijskich w Barcelonie, podczas których wywalczył brązowy medal. Trzykrotny medalista mistrzostw Europy. Pierwszym sukcesem Nikulina na arenie międzynarodowej było zdobycie w Bydgoszczy w 1979 złotego krążka mistrzostw Europy juniorów. W 1981 oraz 1985 sięgał po brąz uniwersjady. Trzykrotnie zdobywał złote medale mistrzostw ZSRR (1981, 1982, 1984), w 1994 został mistrzem Rosji. 2 września 1982 w Atenach ustanowił rzutem na odległość 83,54 aktualny rekord świata w kategorii młodzieżowców. Rekord życiowy: 84,48 (12 lipca 1990, Lozanna). Rzut młotem z powodzeniem uprawiał jego ojciec – Jurij, 4. zawodnik igrzysk olimpijskich w 1964.

## Osiągnięcia
| Rok  | Impreza                     | Miejsce    | Lokata     | Wynik |
| ---- | --------------------------- | ---------- | ---------- | ----- |
| 1979 | Mistrzostwa Europy juniorów | Bydgoszcz  | 1. miejsce | 71,56 |
| 1981 | Uniwersjada                 | Bukareszt  | 3. miejsce | 75,24 |
| 1982 | Mistrzostwa Europy          | Ateny      | 2. miejsce | 79,44 |
| 1983 | Mistrzostwa świata          | Helsinki   | 4. miejsce | 79,34 |
| 1985 | Uniwersjada                 | Kobe       | 3. miejsce | 74,04 |
| 1986 | Igrzyska dobrej woli        | Moskwa     | 5. miejsce | 78,50 |
| 1986 | Mistrzostwa Europy          | Stuttgart  | 3. miejsce | 82,00 |
| 1987 | Mistrzostwa świata          | Rzym       | 5. miejsce | 80,18 |
| 1990 | Mistrzostwa Europy          | Split      | 3. miejsce | 80,02 |
| 1990 | Igrzyska dobrej woli        | Seattle    | 3. miejsce | 82,14 |
| 1992 | Igrzyska olimpijskie        | Barcelona  | 3. miejsce | 81,38 |
| 1992 | Puchar świata               | Hawana     | 2. miejsce | 78,28 |
| 1994 | Mistrzostwa Europy          | Helsinki   | 4. miejsce | 78,38 |
| 1994 | Finał Grand Prix IAAF       | Paryż      | 7. miejsce | 76,22 |
| 1994 | Igrzyska dobrej woli        | Petersburg | 5. miejsce | 76,58 |